# Chiesa di San Romedio Eremita
La chiesa di San Romedio Eremita è una chiesa sussidiaria a Roncio, frazione di Mezzana, in Trentino. Fa parte della zona pastorale delle Valli del Noce e risale al XVI secolo.
La chiesa è inoltre dedicata al culto di Santa Barbara, per questo viene denominata anche chiesa di San Romedio e Santa Barbara.

## Storia
Il piccolo luogo di culto venne edificato nel 1591 e due anni dopo, il 23 gennaio 1593, fu solennemente consacrato da Gabriele Alessandri, vescovo suffraganeo di Trento.
Gli interni vennero decorati a fresco da un artista legato alla scuola di Cipriano Valorsa attorno al 1601. Dieci anni dopo venne eretta la semplice torre campanaria, a vela in legno.
Nel XVIII secolo la volta della navata fu arricchita di decorazioni a stucco.
Gli ultimi interventi di restauro conservativo sono stati realizzati nei primi anni del XXI secolo.

## Descrizione
La piccola chiesa si trova nel nucleo abitato tra gli altri edifici di Roncio. La facciata è semplice con due spioventi ed arricchita da una grande tettoia. Il portale di accesso, ai lati, ha due finestre e il prospetto principale ha un piccolo sagrato racchiuso da un muretto aperto solo anteriormente. La copertura sia del tetto sia della tettoia è in scandole lignee. Il campanile al centro dell'edificio è a vela.
All'interno la navata è unica con volta a crociera. L'abside ha base poligonale. L'affresco ancora presente sulla parete a destra che raffigura la Madonna con Gesù Bambino è l'unico rimasto delle decorazioni seicentesche.
L'altar maggiore ligneo e dorato è originale con modifiche apportate in un secondo tempo dai Bezzi, famiglia di scultori attiva nel XVII e XVIII secolo in val di Sole. La pala d'altare in legno, raffigurante i due santi titolari Romedio e Barbara, è attribuita al pittore locale Agostino Gosetti.